# (2673) Lossignol
(2673) Lossignol (1980 KN) – planetoida z pasa głównego asteroid okrążająca Słońce w ciągu 5,78 lat w średniej odległości 3,22 j.a. Odkryta 22 maja 1980 roku.